# Durchgangslager Bozen

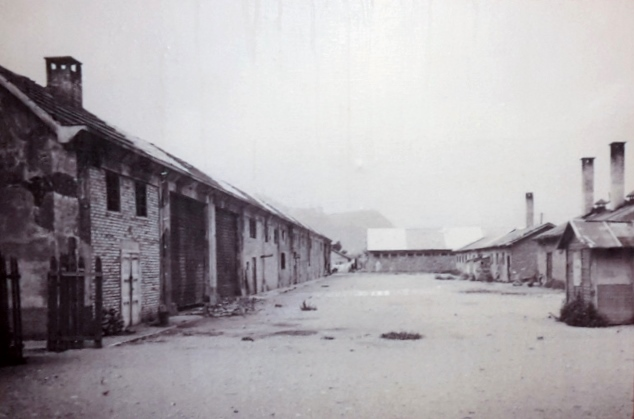
Durchgangslager Bozen 1945

Das Polizei-Durchgangslager Bozen (auch Dulag Bozen, KZ Bozen, Lager Gries oder KZ-Sigmundskron) war gegen Ende des Zweiten Weltkriegs ein Gefangenen- und Durchgangslager in der Operationszone Alpenvorland im deutsch besetzten Italien. Es lag in der Südtiroler Landeshauptstadt Bozen in einer damals Gries, nun dem Stadtteil Don Bosco zugerechneten Gegend an der heutigen Reschenstraße. Dorthin wurden mindestens 11.000 Häftlinge gebracht; eine andere Quelle nennt die Zahl 15.000. Im Unterschied zu anderen Lagern in Italien wurde es von deutschen Dienststellen geleitet und verwaltet.

## Geschichte

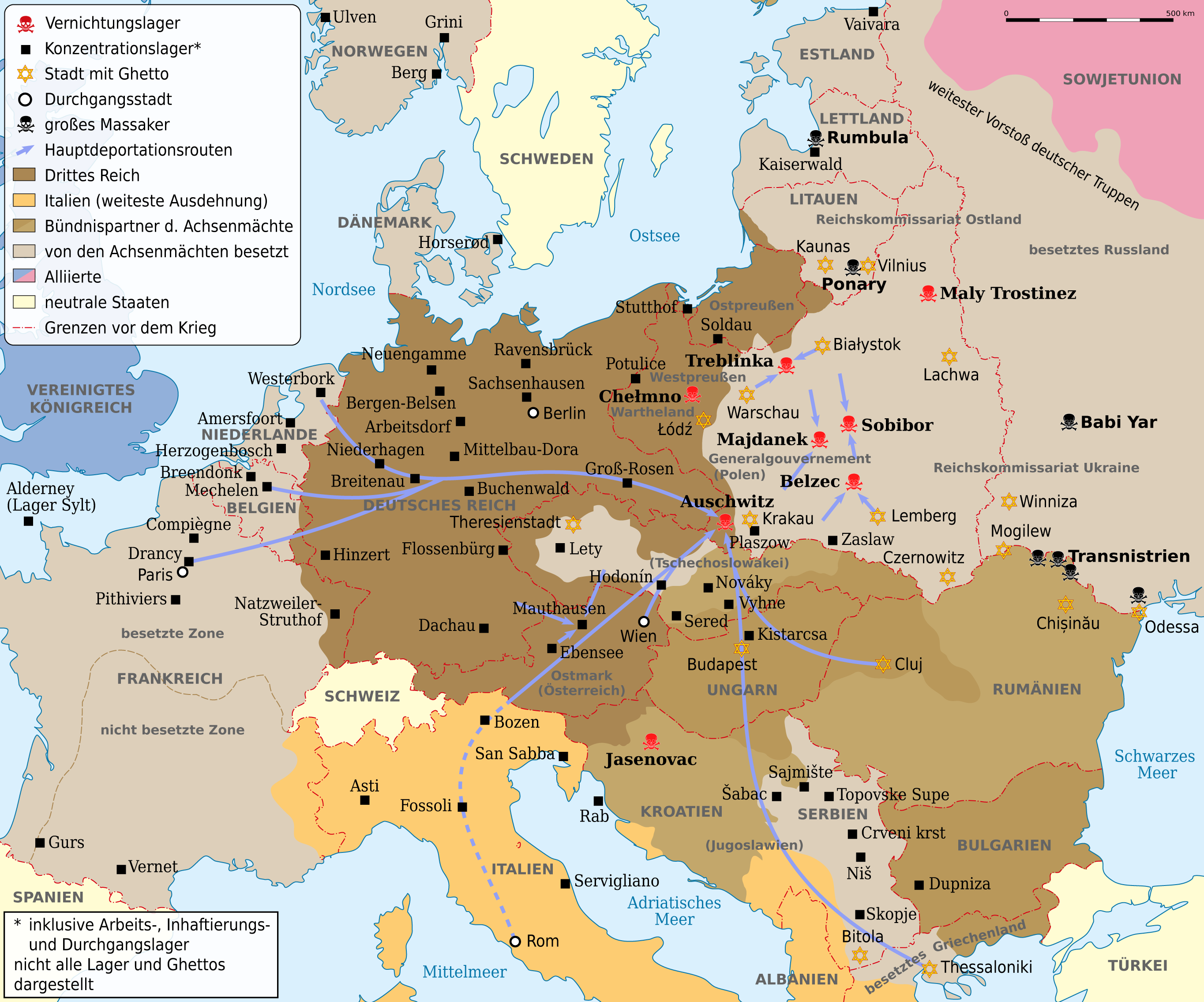
Konzentrationslager und Deportationsrouten im Zweiten Weltkrieg

Das NS-Durchgangslager Bozen war vom Juli 1944 bis zum 3. Mai 1945 in Betrieb, einen Tag nach der Kapitulation der Wehrmacht in Italien.
Anfangs wurden im Lager, das zuvor als Depot und Kasernenareal der italienischen Streitkräfte gedient hatte, einige Südtiroler gefangen gehalten; es diente als eine Art Strafbataillon. Dieses als Arbeitserziehungslager bezeichnete Lager war auf Anordnung des SS-Sturmbannführers und Kommandeurs der Sicherheitspolizei und SD in der Operationszone Alpenvorland mit Sitz in Bozen, Rudolf Thyrolf, eingerichtet worden. Mit der Einrichtung des AEL Bozen war SS-Obersturmführer Georg Mott betraut worden, der bereits das Lager Reichenau geleitet hatte. Im Jänner 1944 erhielt Mott von der Staatspolizeileitstelle Innsbruck den Auftrag, das Bozener Lager auszubauen. Der Befehl zum Lagerausbau ging wahrscheinlich von SS-Gruppenführer und Befehlshaber der Sicherheitspolizei und des SD in Italien Wilhelm Harster aus. Mitte April begannen die Arbeiten mit dem Bau der Blöcke A und B. Bis in den Sommer 1944 liefen Ausbauarbeiten in einem großen gemauerten Flugzeugschuppen (Block A bis F), zur Aufnahme einer größeren Anzahl an Häftlingen. Nach der Räumung des Durchgangslagers Fossoli vor den vorrückenden west-alliierten Truppen wurde ab Oktober 1944 ein zusätzliches Lagergefängnis gebaut, das die so genannten Zellen und sechs weitere Baracken (G bis M) umfasste. Nach Fossoli wurde somit Bozen-Gries zum Durchgangs- und Sammellager zur weiteren Deportation in die Konzentrationslager nördlich des Brenners.
Kommandant des Lagers war SS-Untersturmführer Karl Friedrich Titho, der frühere Kommandant des Durchgangslagers Fossoli, mit SS-Hauptscharführer Hans Haage als Stellvertreter – wie schon in Fossoli.
Inhaftiert waren im Bozner Lager Juden, Mitglieder des italienischen Widerstandes, Familien von Kriegsdienstverweigerern, Personen in Sippenhaft (auf Anordnung des Gauleiters Franz Hofer), aber auch faschistische Dissidenten oder Kollaborateure. Anfangs gab es 1200, später über 2000 Häftlinge. Auf Befehl der beiden SS-Sturmbannführer Friedrich Boßhammer (zuständig für Juden) und Friedrich Kranebitter (zuständig für politische Gefangene) brachten 13 Transporte einen Teil der Inhaftierten (3405) in die Konzentrationslager des Dritten Reiches, nach Mauthausen (1930), Flossenbürg (636), Dachau (609), Ravensbrück (68 Frauen) und Auschwitz (136). An die 2050 von ihnen wurden ermordet. Die zur weiteren Deportation in andere KZs vorgesehenen Häftlinge und auch jene, die im Lager in Bozen blieben, mussten Zwangsarbeit innerhalb des Lagers (Wäscherei, elektromechanische Werkstatt, Druckerei, Tischlerei, Schneiderei) oder in seinen Außenlagern (z. B. Virgltunnel / Kugellagerfabrik IMI oder Sarntal-Sill / Straßenbauarbeiten) verrichten. Auf Kranebitters Befehl wurden beim „Bozener Massaker“ am 12. September 1944 insgesamt 23 Internierte in die ehemalige Mignone-Kaserne in Oberau-Haslach gebracht, dort liquidiert und in einem Massengrab verscharrt.
Im Lager bildete sich auch eine politische Widerstandsgruppe des Comitato di Liberazione Nazionale (CLN) (übersetzt: Komitee der Nationalen Befreiung), die die schlechte Versorgungslage der Gefangenen zu verbessern und den geheimen Briefkontakt mit deren Herkunftsfamilien einzurichten versuchte.
Bekannt wurde die Ermordung von etwa zwanzig Zellenhäftlingen durch die beiden aus der Ukraine stammenden Volksdeutschen Otto Sein und Michael Seifert.
Pläne für einen Aufstand der Gefangenen erwiesen sich schließlich als hinfällig, da in den letzten Apriltagen das Lager von der deutschen Besatzungsmacht ohne weitere Massaker verlassen wurde. Danach wurde das Rote Kreuz aktiv.

## Bekannte Insassen des Sammellagers Bozen

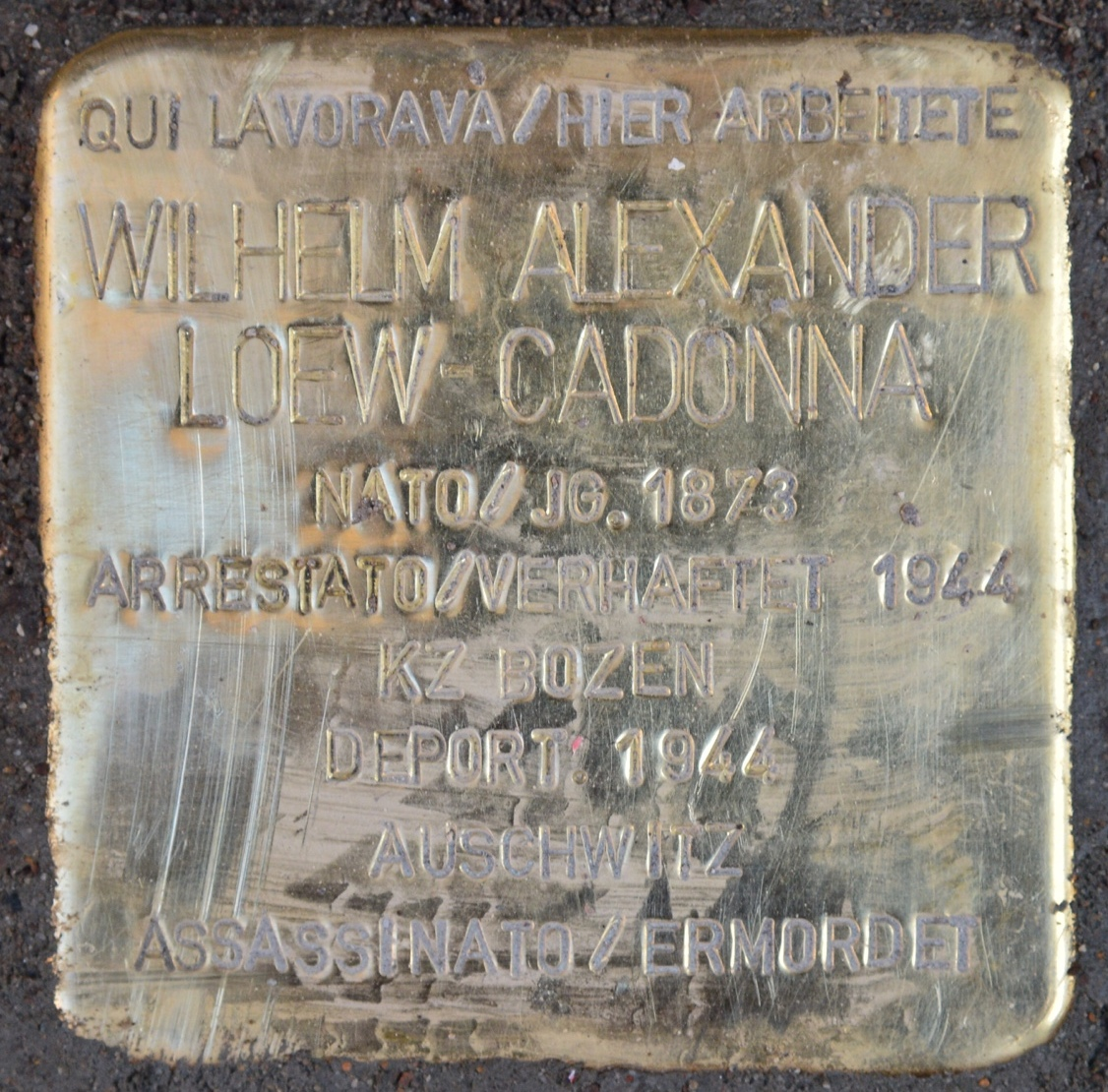
Der im Januar 2015 am Bozner Obstmarkt verlegte Stolperstein für Wilhelm Alexander Loew-Cadonna (1873–1944)

- Mike Bongiorno (italienischer Showmaster und Partisan)
- Ada Buffulini (italienische Ärztin und Koordinatorin des lagerinternen Widerstands von Herbst 1944 bis Februar 1945)
- Grete De Francesco-Weissenstein (österreichische Schriftstellerin)
- Franz Jung (deutscher Schriftsteller und Kommunist)
- Wilhelm Alexander Loew-Cadonna (Rechtsanwalt in Bozen)[13]
- Gino Lubich (Journalist, Partisan und Bruder von Chiara Lubich)
- Mario Mascagni (italienischer Komponist und Dirigent)
- Teresio Olivelli (italienischer Jurist, Katholik und Partisan)[14].

## Außenlager
Die Außenlager des Bozner Lagers waren Gefangeneneinrichtungen für die im Bozner Lager immatrikulierten Insassen, die von 1944 bis 1945 in anderen Gemeinden Arbeitseinsätze leisten mussten. Alle Außenlager befanden sich auf dem Gebiet der heutigen Provinz Bozen. Ihre Einrichtung diente der unbezahlten Zwangsarbeit zugunsten der Kriegswirtschaft. Die Planung fand zentral statt, die vor Ort existierenden wirtschaftlichen Bedingungen bestimmten aber die Arbeitsorganisation.
Die acht Außenlager des Bozner Lagers waren:
- die ehemalige Mignone-Kaserne in Oberau/Bozen (in der Nähe des Virgltunnels),
- Karthaus,
- Meran/Untermais,
- Moos in Passeier,
- Sarnthein,
- Sterzing,
- Gossensaß,
- Toblach.

Die Außenlager befanden sich hauptsächlich entlang der Verkehrsachsen, die zu den nördlich gelegenen Alpenpässen führten (Sarntal, Vinschgau, Oberes Eisacktal und Pustertal). Es gibt keinerlei Hinweise auf ein Außenlager südlich von Bozen.
Die Arbeiten in den einzelnen Lagern dienten folgenden Zwecken:
- Herstellung von Waffen (Oberau/Bozen, Sarnthein, Sterzing),
- Bau und Instandhaltung von Straßen und der Eisenbahn (Gossensaß, Sarnthein, Sterzing, Moos in Passeier, Toblach),
- Lagerung von geraubten Waren (Karthaus im Schnalstal, Gossensaß, Meran/Untermais),
- Unterstützung der deutschen Besatzung (Gossensaß).[15]

## Nachkriegszeit

### Weitere Nutzung

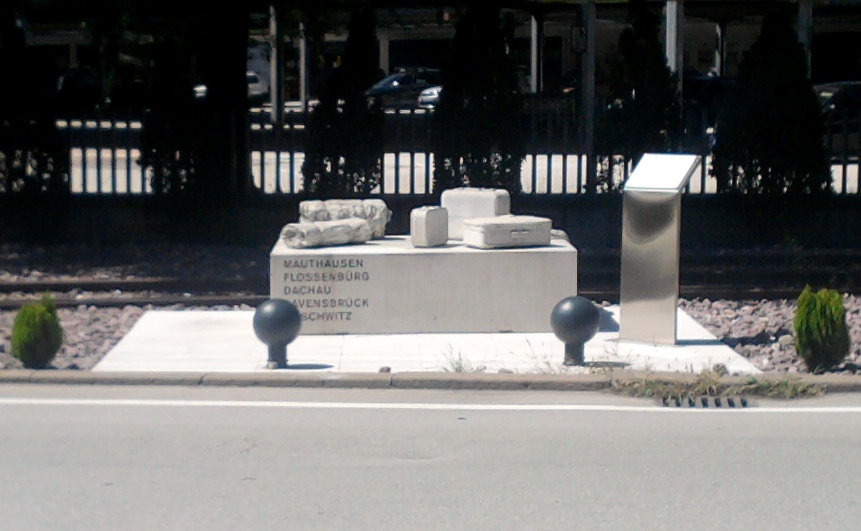
Eines der Bozner Mahnmale im Gedenken an die Deportationen

Von Mai 1945 bis Herbst 1949 wurden Teile des Lagers als Auffanglager für Displaced Person, darunter verschleppte Zwangsarbeiter aber auch Optanten, also Südtiroler, die 1939 für Deutschland optiert hatten und nun wieder nach Südtirol zurückkehrten, genutzt. Von 1960 bis 1968 wurden die Gebäude des ehemaligen Lagers abgerissen und Sozialbauten für italienische Staatsbeamte errichtet. Erhalten blieben nur drei Seiten der Umfassungsmauer des Lagers (seit 2012 „Passage der Erinnerung“, eine Seitengasse der Reschenstraße), die seit 2003 unter Denkmalschutz stehen. 2017 wurde die Westmauer des Durchgangslagers restauriert, da sie seit 2016 nach der Errichtung eines Rad- und Gehweges an dieser Stelle zugänglich wurde. 2019 wurde gegenüber der Südmauer eine schwarze Glaswand errichtet, die mithilfe von sich abwechselnden Lichtprojektionen an die Namen der Inhaftierten erinnert. In der Nähe der Pfarrkirche Pius X., ebenfalls in der Reschenstraße, erinnert seit 1985 ein Gedenkstein an Partisanenschicksale, blendet aber andere Häftlingsgruppen aus. Gegenüber der Lagermauer befindet sich seit 2005 ein von der jungen Südtiroler Künstlerin Christine Tschager entworfenes Denkmal, das an die Opfer des Sammellagers erinnern soll.

### Juristische Aufarbeitung
Im Januar 1946 verurteilte ein amerikanisches Militärgericht die SS-Offiziere Heinrich Andergassen, August Schiffer, und Albert Storz wegen Mordes an fünf amerikanischen Kriegsgefangenen, darunter dem OSS-Agenten Roderick Stephen Hall, und zwei britischen Kriegsgefangenen zum Tode durch den Strang. Ein vierter Mann, Ordnungspolizei-Offizier Hans Butz, wurde speziell wegen seiner Beteiligung am Mord an Hall zu lebenslanger Haft verurteilt. Andergassen, Schiffer und Storz wurden am 26. Juli 1946 auf einem amerikanischen Militärgelände in Livorno hingerichtet.
Gegen die Lagerverantwortlichen Karl Friedrich Titho, Hans Haage, die Aufseherin des Frauenblocks Hildegard Lächert und Paula Plattner wurde von einem italienischen Militärgericht ab 1946 ermittelt. Die Untersuchungen wurden aus Rücksicht auf den NATO-Partner Deutschland eingestellt und die belastenden Dokumente beim italienischen Generalstaatsanwalt von Rom im Schrank der Schande „archiviert“. Der ukrainische volksdeutsche Lageraufseher Michael Seifert wurde 2002 in Abwesenheit wegen elffachen Mordes und Vergewaltigungen an zwei zwölfjährigen weiblichen Häftlingen zu lebenslanger Freiheitsstrafe verurteilt und 2008 von Kanada an Italien ausgeliefert. Mehr als die Hälfte der Bozener Wachmannschaft wurde nie gerichtlich belangt.